# Avon Circuit Championships 1980 - Doppio
Il doppio del torneo di tennis Avon Circuit Championships 1980, facente parte del WTA Tour 1980, ha avuto come vincitrici Billie Jean King e Martina Navrátilová che hanno battuto in finale Rosemary Casals e Wendy Turnbull con il punteggio di 6–3, 4–6, 6–3.

## Teste di serie
1. Billie Jean King /  Martina Navrátilová (Campionesse)

1. Rosie Casals /  Wendy Turnbull (finale)

## Tabellone

### Legenda
| - Q = Qualificato - WC = Wild card - LL = Lucky loser | - ALT = Alternate - SE = Special Exempt - PR = Protected Ranking | - w/o = Walkover - r = Ritirato - d = Squalificato |

|  | Primo turno | Primo turno                          | Primo turno                          | Primo turno | Primo turno |  |  | Finale | Finale                               | Finale | Finale | Finale |  |
|  |             |                                      |                                      |             |             |  |  |        |                                      |        |        |        |  |
|  | 1           | Billie Jean King Martina Navrátilová | Billie Jean King Martina Navrátilová | 6           | 6           |  |  |        |                                      |        |        |        |  |
|  |             | Kathy Jordan Anne Smith              | Kathy Jordan Anne Smith              | 4           | 3           |  |  | 1      | Billie Jean King Martina Navrátilová | 6      | 4      | 6      |  |
|  | 2           | Rosie Casals Wendy Turnbull          | 6                                    | 6           | 6           |  |  | 2      | Rosie Casals Wendy Turnbull          | 3      | 6      | 3      |  |
|  |             | Laura duPont Pam Shriver             | 3                                    | 7           | 4           |  |  |        |                                      |        |        |        |  |